# Natale Gottardo
Natale Gottardo (Padova, 19 dicembre 1928 – Padova, 13 luglio 2011) è stato un politico italiano.